# Elementi del gruppo 8

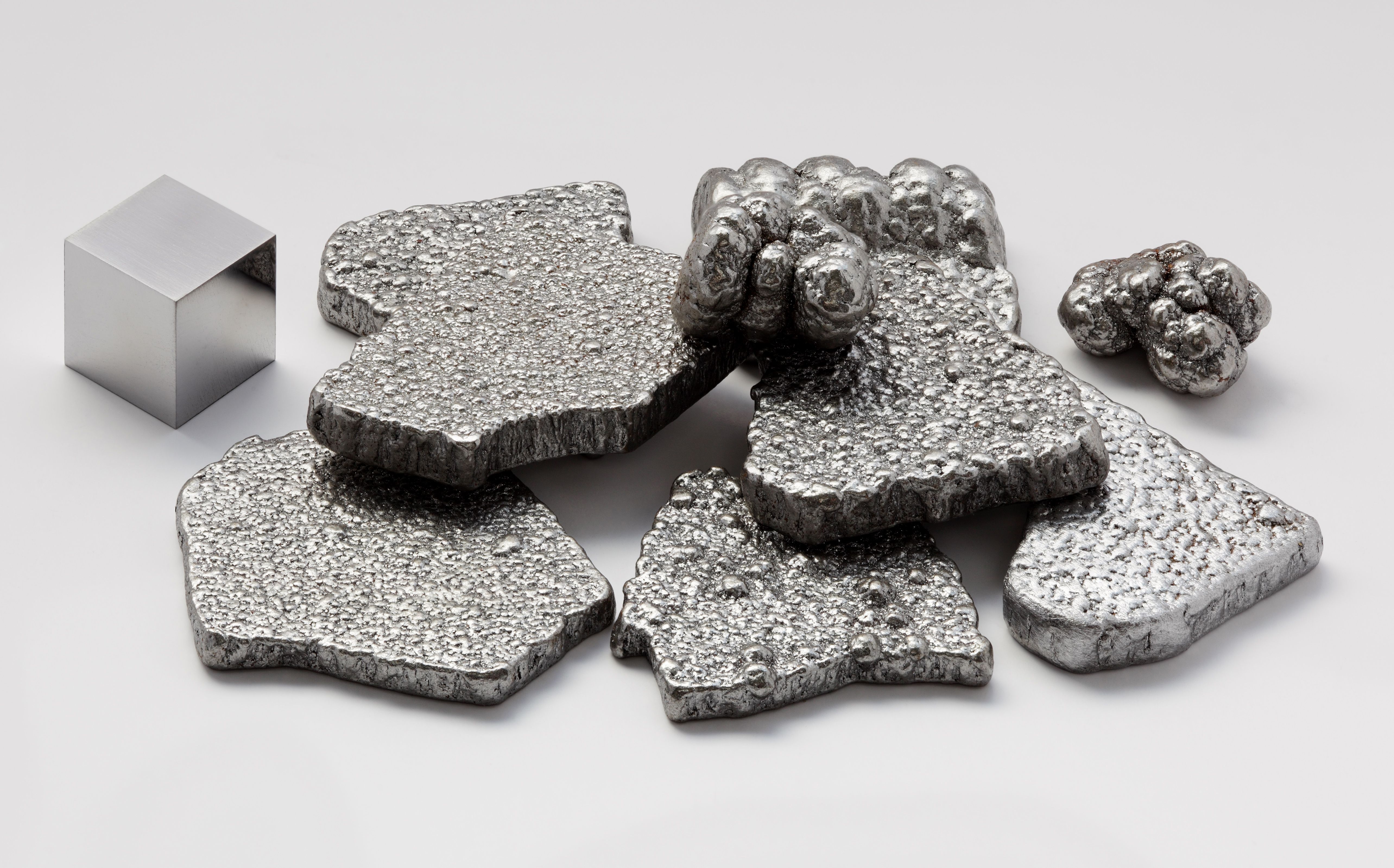
Frammenti di ferro puro al 99,97% vicino ad un cubo di 1 cm^{3} di ferro ultrapuro (99,9999%).

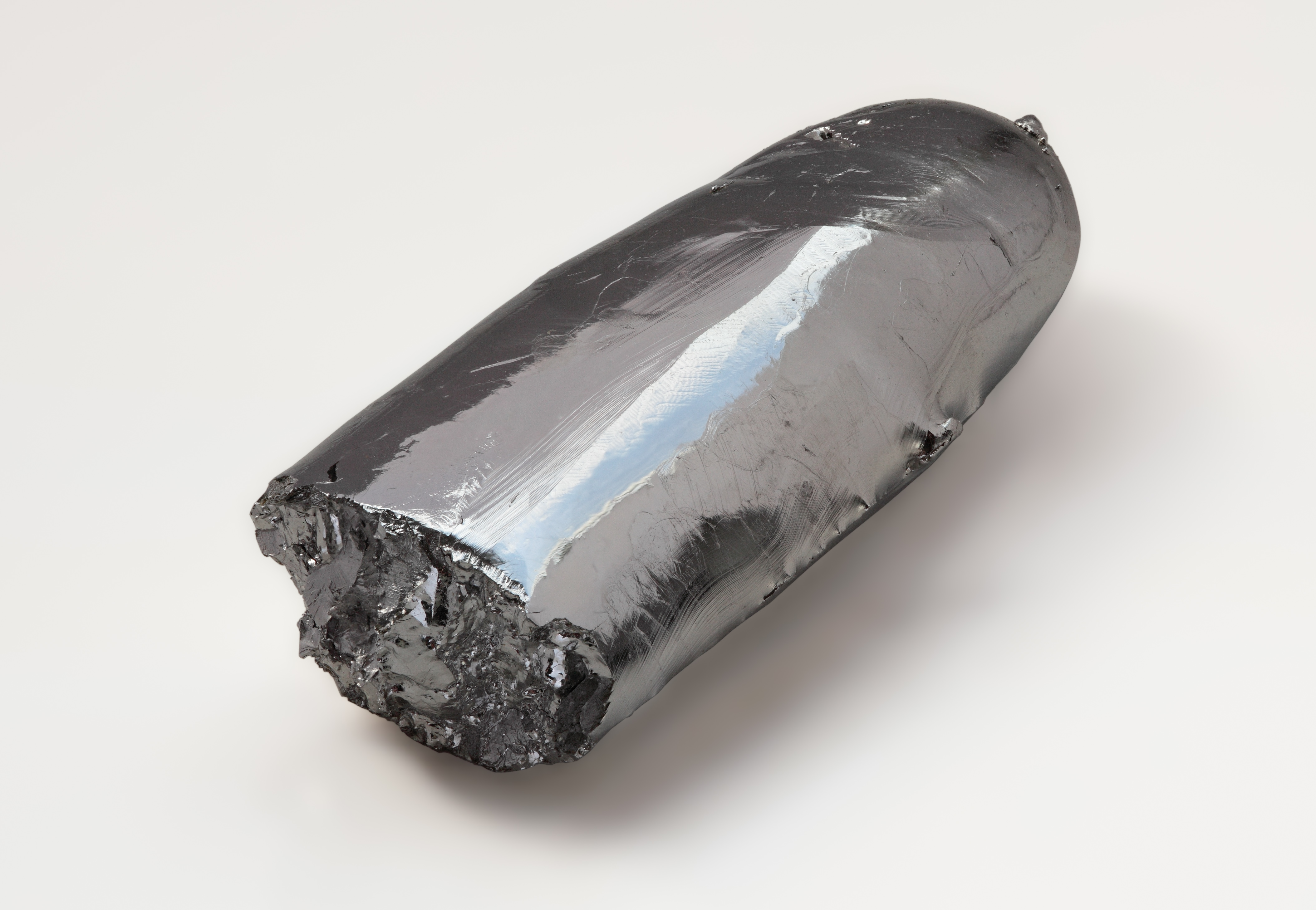
Un pezzo di barra di rutenio puro al 99,99%.

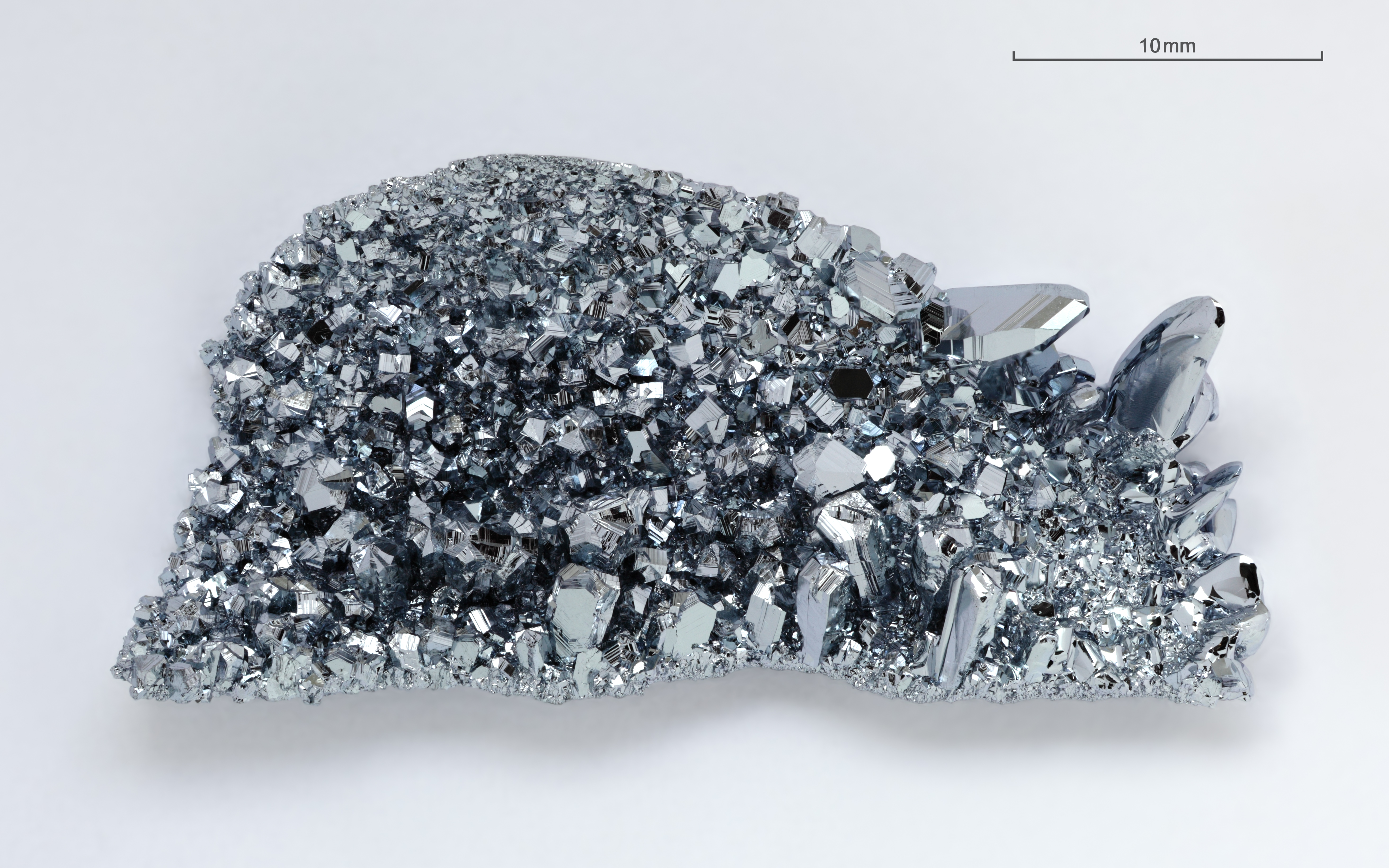
Cristalli di osmio puro al 99,99%.

Gli elementi del gruppo 8 sono: ferro (Fe), rutenio (Ru), osmio (Os) e hassio (Hs). Il gruppo 8 fa parte del blocco d della tavola periodica e i suoi componenti sono metalli di transizione. Il ferro è il metallo di maggior importanza tecnologica ed è molto comune sulla crosta terrestre, mentre rutenio e osmio sono rarissimi e hanno usi molto più limitati. L'hassio è un elemento artificiale radioattivo; ne sono stati prodotti solo un centinaio di atomi e le sue proprietà chimiche sono poco note. Nella nomenclatura precedente questo gruppo era denominato VIIIA o VIIIB a seconda di diverse convenzioni usate rispettivamente in Europa e negli Stati Uniti d'America. Il gruppo 8 non deve essere confuso con le vecchie denominazioni di gruppo "VIIIB" (sistema europeo) o "VIIIA" (sistema americano) che corrispondono adesso al gruppo 18.
| Legenda dei colori della tabella a destra: | Metalli di transizione |

A temperatura ambiente questi elementi sono tutti solidi; il colore rosso per il numero atomico indica che l'elemento è sintetico e non si trova in natura.

## Fonti
Il ferro è molto comune sulla crosta terrestre, essendo il quarto elemento per abbondanza dopo ossigeno, silicio e alluminio. Il ferro è anche il maggior costituente del nucleo terrestre, per un raggio di circa 3500 km. I minerali più importanti per ricavare ferro sono ematite (Fe2O3), magnetite (Fe3O4), goethite (FeO(OH)) e siderite (FeCO3). Ogni anno si lavorano circa 2,4 miliardi di tonnellate di minerali di ferro. Il rutenio è uno dei metalli più rari: risulta il settantaquattresimo elemento per abbondanza sulla crosta terrestre. Esistono alcuni minerali di rutenio, ma non sono utili per ricavare il metallo, che si ottiene come sottoprodotto della raffinazione del nichel o dalla lavorazione dei metalli del gruppo del platino. Ogni anno si producono circa 12 tonnellate di rutenio. L'osmio è ancora più raro del rutenio, essendo l'ottantunesimo elemento per abbondanza sulla crosta terrestre. Si trova in forma metallica, spesso in lega con l'iridio (osmiridio). La produzione annua è di meno di 100 kg, ottenuti in primo luogo come sottoprodotto della raffinazione del nichel.

## Tossicità e ruolo biologico
Il ferro è essenziale per tutti gli esseri viventi. Nell'uomo è presente in molte biomolecole, tra le quali transferrina ed emoglobina; un corpo umano contiene circa 4 g di ferro. Il fabbisogno dell'organismo viene ampiamente coperto da una dieta normale. Un eventuale deficit di ferro provoca anemia, una malattia molto comune. Danni dovuti alla presenza di un eccesso di ferro nell'organismo sono rari, tuttavia alcuni composti di ferro possono essere tossici. Rutenio e osmio non hanno ruoli biologici. Sono elementi talmente rari che la quantità contenuta in un corpo umano è così piccola da non essere nota con precisione. Rutenio e osmio metallici non sono pericolosi, ma alcuni composti come RuO4 e OsO4 sono fortemente tossici.

## Applicazioni
Il ferro continua ad essere il metallo più importante per l'umanità a partire all'incirca dal 1500 A.C. Il ferro puro è troppo tenero per usi pratici, e viene impiegato in una gran varietà di leghe con altri elementi per modificarne le proprietà e renderlo adatto a innumerevoli applicazioni (ponti, edifici, automobili, navi, armi, posate...) Catalizzatori a base di ferro sono usati dall'industria chimica nel processo Haber-Bosch per la produzione di ammoniaca e fertilizzanti, e nel processo Fischer-Tropsch per produrre combustibile sintetico. Rispetto al ferro, l'importanza economica di rutenio e osmio è ridottissima. Il rutenio è usato principalmente per la sua resistenza all'ossidazione in vari componenti elettrici ed elettronici (ad esempio, in anodi per la produzione elettrochimica di cloro), e come catalizzatore nell'industria chimica. Alcuni composti di rutenio sono usati in celle fotoelettrochimiche particolari (Dye-sensitized solar cells) per la raccolta dell'energia solare. L'osmio ha un utilizzo ancora più limitato: si usa in alcune leghe e come catalizzatore nell'industria chimica. Il tetrossido OsO4 è impiegato per colorare tessuti biologici in microscopia.

## Proprietà degli elementi

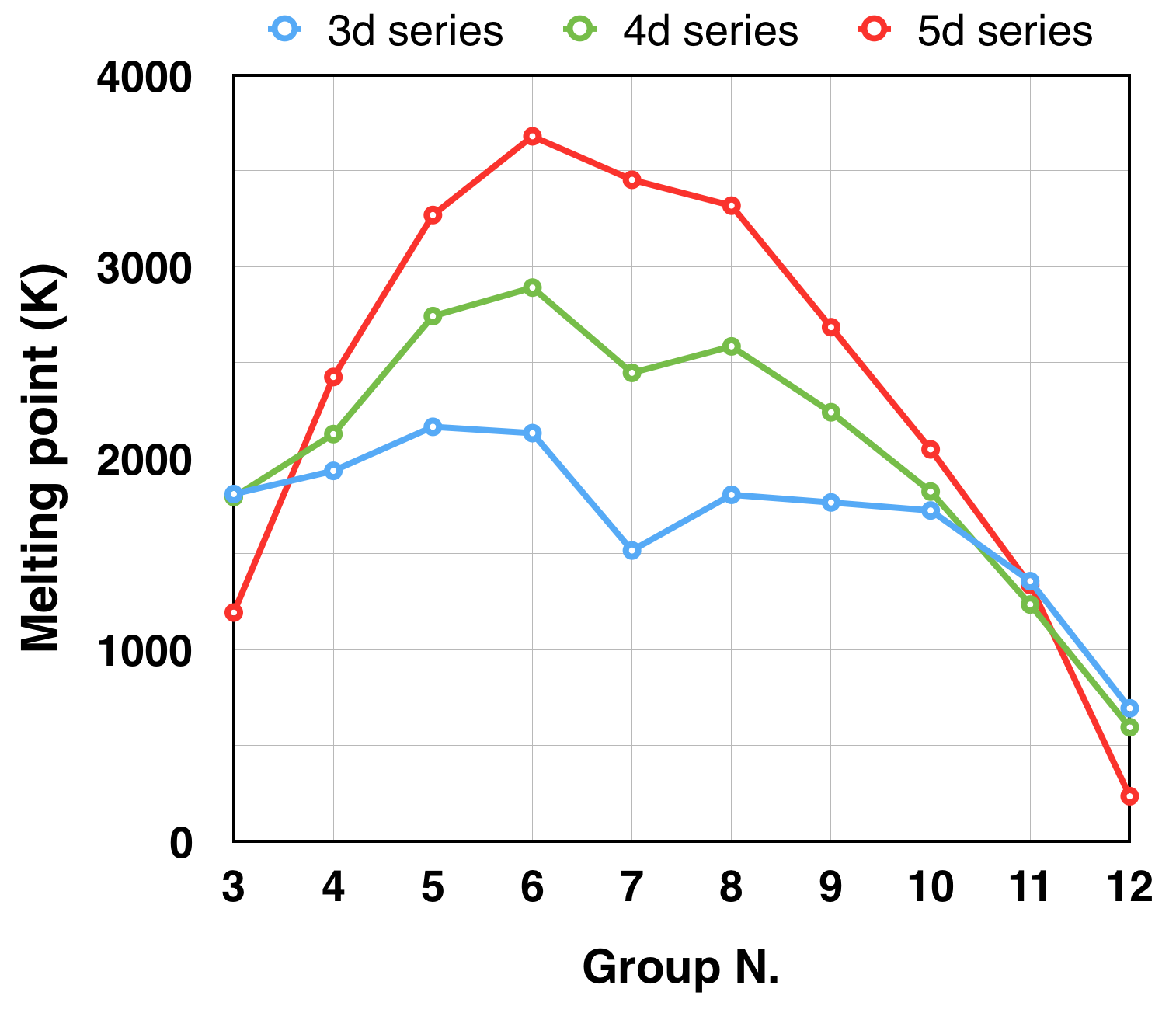
Punti di fusione degli elementi del blocco d.

Ferro, rutenio e osmio sono elementi tipicamente metallici, con aspetto lucido e argenteo. Il ferro puro è piuttosto tenero, mentre rutenio e osmio sono molto più duri. L'osmio è l'elemento con la maggior densità, circa 22,6 g/cm3 (il ferro ha densità 7,87 g/cm3). Gli elementi di questo gruppo hanno otto elettroni nei sei orbitali esterni d ed s; la necessità di accoppiare più elettroni fa calare il numero di elettroni spaiati da usare in legami con atomi vicini. Di conseguenza cala la forza del legame metallico, come segnalato dai valori del punto di fusione e di ebollizione, in calo rispetto ai massimi che si osservano nel gruppo 6. Spostandosi a destra nel blocco d le dimensioni degli elementi continuano progressivamente a calare. Rutenio e osmio, i due elementi più pesanti, hanno dimensioni quasi identiche come conseguenza della contrazione lantanidica.
| Proprietà                               | Ferro        | Rutenio      | Osmio             |
| --------------------------------------- | ------------ | ------------ | ----------------- |
| Peso atomico (u)                        | 55,85        | 101,07       | 190,23            |
| Configurazione elettronica              | [Ar] 3d6 4s2 | [Kr] 4d7 5s1 | [Xe] 4f14 5d6 6s2 |
| Punto di fusione (°C)                   | 1535         | 2282         | 3045              |
| Punto di ebollizione (°C)               | 2750         | ≈4050        | ≈5025             |
| Densità (g/cm3a 25 °C)                  | 7,87         | 12,37        | 22,59             |
| Raggio metallico (pm)                   | 126          | 134          | 135               |
| Raggio ionico M(IV) (pm)                | 58,5         | 62           | 63                |
| Elettronegatività (Pauling)             | 1,8          | 2,2          | 2,2               |
| Entalpia di fusione (kJ·mol−1)          | 13,8         | ≈25,5        | 31,7              |
| Entalpia di vaporizzazione (kJ·mol−1)   | 340          | -            | 738               |
| Entalpia di atomizzazione (kJ·mol−1)    | 398          | 640          | 791               |
| Resistività elettrica a 20 °C (Ω·m·108) | 9,71         | 6,71         | 8,12              |

## Reattività chimica e andamenti nel gruppo[2][3][4]
Analogamente a quanto osservato nei gruppi precedenti, anche nel gruppo 8 ci sono forti differenze tra il ferro e i due congeneri più pesanti, sia per le proprietà dell'elemento che per la loro chimica. Il ferro è decisamente più reattivo: è piroforico se finemente suddiviso e si scioglie in acidi diluiti per dare composti di Fe(II), mentre viene passivato da acidi ossidanti, come HNO3 concentrato, che formano una pellicola superficiale di ossido Fe2O3 così da proteggere il metallo sottostante. Rutenio e osmio sono praticamente inattaccabili da acidi non ossidanti, mentre sono attaccabili con HNO3 concentrato o con la fusione alcalina ossidante, formando rutenati e osmati ([RuO4]2– e [OsO2(OH)4]2–). Rutenio e osmio sono stabili anche all'atmosfera, mentre il ferro si corrode formando ruggine.

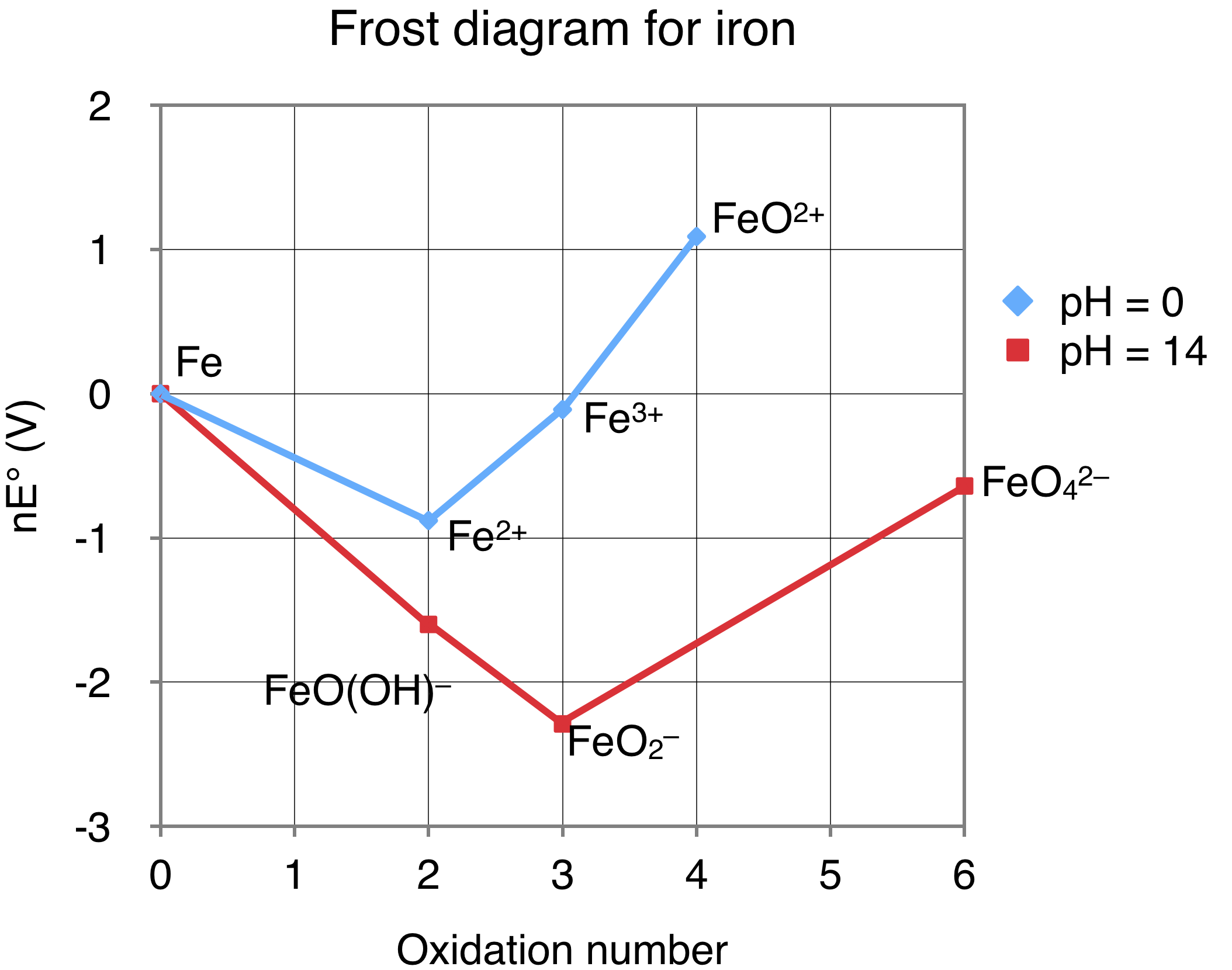
Diagramma di Frost per il ferro.

Per quanto riguarda gli stati di ossidazione, il ferro è il primo elemento della serie di transizione che non arriva allo stato di ossidazione massimo teorico del gruppo (+8). Il suo più alto stato di ossidazione è +6 nello ione ferrato, [FeO4]2–, specie che si riduce molto facilmente, come si può vedere dal diagramma di Frost. Rutenio e osmio invece con RuO4 e OsO4 riescono a raggiungere lo stato di ossidazione massimo del gruppo, +8, e sono gli ultimi elementi di transizione a riuscirci; +8 è anche il più elevato degli stati di ossidazione noti. Lo stato di ossidazione minimo è –2 in composti tipo [M(CO)4]2–. Gli stati di ossidazione più comuni sono invece +2 e +3 per il ferro, +3 per il rutenio e +4 per l'osmio; viene quindi rispettato l'andamento usuale con un aumento di stabilità degli stati di ossidazione elevati scendendo lungo un gruppo.
Per quanto riguarda la chimica di coordinazione, procedendo verso destra nel blocco d le dimensioni atomiche sono diminuite rendendo poco comuni i numeri di coordinazione maggiori di 6, osservabili solo con leganti piccoli come F– e CO.